# Jean-Paul Marat
 "Marat" omdirigeres hertil. For det sovjetiske slagskib Marat, se Petropavlovsk (1911).
Jean-Paul Marat (født 24. maj 1743, død 13. juli 1793) var en schweiziskfødt fransk videnskabsmand og læge, der arbejdede i England, men er mest kendt for sin aktivitet under Den Franske Revolution.
Marat var læge og blev straks efter Den Franske Revolutions udbrud i 1789 politisk aktiv. Han udgav den populære avis "L'Ami du peuple", "Folkevennen". Han var meget voldsom i sine skriverier og opfordrede til yderligheder i opgøret med revolutionens fjender. Han angreb også den grundlovgivende Nationalforsamling. I den radikale Cordeliersklub hørte han til den yderliggående fløj. Han havde fjender, og der blev udstedt arrestordre mod ham, så han måtte flygte til England.
Han vendte dog snart tilbage, blev medlem af kommunestyret i Paris og i 1792 kom han i Nationalkonventet. Hans angreb på de moderate modstandere blev voldsommere, og han blev anklaget for anstiftelse af oprør, men blev frikendt til de parisiske massers jubel. Han bidrog til Girondinernes fald i maj 1793, og hans popularitet nåede usete højder.
Han havde fortsat fjender også blandt revolutionstilhængere, som afskyede hans væsen og hadefulde retorik. En ung pige fra Caen Charlotte Corday blev modtaget af ham, mens han lå i sit badekar, og hun dræbte ham med en kniv. Hun kom under guillotinen, og Marat var nu revolutionens martyr og blev stedt til hvile under stor højtidelighed i Panthéon. Men stemningen vendte hastigt. Robespierre og med ham Rædselsregimet faldt i 1794, og allerede året efter blev Marats lig fjernet fra Panthéon.